# Simhopp vid världsmästerskapen i simsport 2024 – Herrarnas parhopp 3 meter svikt
Herrarnas parhopp 3 meter svikt i simhopp vid världsmästerskapen i simsport 2024 avgjordes den 4 februari 2024 i Hamad Aquatic Centre i Doha i Qatar.
Long Daoyi och Wang Zongyuan från Kina tog guld, Lorenzo Marsaglia och Giovanni Tocci från Italien tog silver samt Adrián Abadía och Nicolás García från Spanien tog brons.

## Resultat
Tävlingen startade klockan 15:32.
| Placering | Nation                  | Simhoppare                                 | Poäng  |
| --------- | ----------------------- | ------------------------------------------ | ------ |
| 1         | Kina                    | Long Daoyi Wang Zongyuan                   | 442,41 |
| 2         | Italien                 | Lorenzo Marsaglia Giovanni Tocci           | 384,24 |
| 3         | Spanien                 | Adrián Abadía Nicolás García               | 383,28 |
| 4         | Mexiko                  | Rodrigo Diego Osmar Olvera                 | 383,19 |
| 5         | Storbritannien          | Anthony Harding Jack Laugher               | 376,26 |
| 6         | Ukraina                 | Oleh Kolodij Danylo Konovalov              | 363,12 |
| 7         | Polen                   | Kacper Lesiak Andrzej Rzeszutek            | 362,04 |
| 8         | Sydkorea                | Yi Jae-gyeong Kim Yeong-taek               | 351,21 |
| 9         | USA                     | Andrew Capobianco Quentin Henninger        | 351,18 |
| 10        | Schweiz                 | Guillaume Dutoit Jonathan Suckow           | 344,37 |
| 11        | Dominikanska republiken | Frandiel Gómez Jonathan Ruvalcaba          | 342,63 |
| 12        | Frankrike               | Jules Bouyer Alexis Jandard                | 338,85 |
| 13        | Jamaica                 | Yohan Eskrick-Parkinson Yona Knight-Wisdom | 337,17 |
| 14        | Malaysia                | Ooi Tze Liang Muhammad Syafiq Puteh        | 333,57 |
| 15        | Kroatien                | David Ledinski Matej Neveščanin            | 333,48 |
| 16        | Tyskland                | Alexander Lube Moritz Wesemann             | 328,62 |
| 17        | Colombia                | Daniel Restrepo Luis Uribe                 | 320,13 |
| 18        | Nya Zeeland             | Liam Stone Frazer Tavener                  | 319,38 |
| 19        | Brasilien               | Luis Moura Rafael Borges                   | 313,71 |
| 20        | Australien              | Sam Fricker Kurtis Mathews                 | 311,61 |
| 21        | Uzbekistan              | Vyacheslav Kachanov Igor Myalin            | 310,62 |
| 22        | Indonesien              | Tri Anggoro Priambodo Adityo Restu Putra   | 288,18 |
| 23        | Österrike               | Alexander Hart Nikolaj Schaller            | 275,91 |
| 24        | Litauen                 | Sebastian Konecki Martynas Lisauskas       | 247,35 |
| 25        | Kazakstan               | Nazar Kozhanov Kirill Novikov              | 232,29 |
| 26        | Hongkong                | Robben Yiu Curtis Yuen                     | 208,41 |
| 27        | Macao                   | He Heung Wing Zhang Hoi                    | 202,53 |